# Barbacenia irwiniana
Barbacenia irwiniana är en enhjärtbladig växtart som beskrevs av Lyman Bradford Smith. Barbacenia irwiniana ingår i släktet Barbacenia och familjen Velloziaceae. Inga underarter finns listade.